# Desfosforilación
Desfosforilación es el proceso esencial de eliminar grupos fosfato de un compuesto orgánico mediante hidrólisis. Su opuesto es la fosforilación. Se encuentra en el movimiento de los músculos así como en muchas otras reacciones dentro del organismo, así como en reacciones en plantas.
Por ejemplo, el ATP es hidrolizado a ADP con la liberación de energía, grupos fosfato, y ADP en el transporte activo de moléculas de sacarosa dentro del floema de las plantas.